# Jakob von Colong
Jakob von Colong (eigentlich: Clapier de Colongue, * 22. Oktober 1724 auf Arrohof; † 30. November 1806 in Berlin) war ein preußischer General der Infanterie und Direktor des 3. Departements im Oberkriegskolleg.

## Leben

### Herkunft und Familie
Jakob von Colong war Angehöriger des baltischen Adelsgeschlechts Clapier de Colongue. Er war der vierte Sohn von Alexander Clapier de Colongue (1685–1743) und dessen Ehefrau Anna Sophie, geborene von Caden († 1741). Sein Vater war französischer Hauptmann und kam 1712 nach Russland. Dort stieg er in der zaristischen Armee zum Generalleutnant der Ingenieure auf und wurde Ritter des Alexander-Newski-Ordens. Der russische Generalleutnant und Generalgouverneur von Sibirien Johann Clapier de Colongue (1719–1789) war sein Bruder.

### Militärkarriere
Colong war 1740 Kadett in Sankt Petersburg und wollte am Ersten Schlesischen Krieg teilnehmen. Mit Hilfe des Chefs des russischen Kadettenkorps von Tettau, wandte er sich an den preußischen Gesandten in Petersburg Axel von Mardefeld, der ihn zum Generaladjutanten des Königs, dem Oberst von Borcke schickte. Dieser stellte ihm König Friedrich II. vor. So kam es, dass Colong 1745 als Fähnrich im Infanterieregiment „Prinz Heinrich“ angestellt wurde. Während des Siebenjährigen Krieges 1758 erhielt er eine eigene Kompanie und wurde 1762 Major. Er kämpfte in den Schlachten bei Breslau, Leuthen, Kunersdorf und Torgau. Sowohl bei Kunersdorf als auch bei Torgau wurde er verwundet. Zudem nahm er an den Belagerungen von Prag, Breslau und Olmütz teil sowie an der letzten Belagerung von Schweidnitz. Am 25. September 1772 erhielt er nun seine Demission als Major. Er zog nach Dessau, wo er von einer Pension des Prinzen Heinrich und des Herzogs von Anhalt-Dessau lebte.
Als der Bayrische Erbfolgekrieg ausbrach wurde Colong zum Kommandeur des Freiregiments „Stein“ berufen. Der König beförderte ihn zudem zum Oberstleutnant, allerdings wurde das Regiment im gleichen Jahr wieder abgedankt. Auf Befehl des Königs verblieb Colong in Potsdam bis zur Wiederanstellung. Er erhielt 1780 die Beförderung zum Oberst mit Patent vom 8. Januar 1780, zudem wurde er Intendant der Armee als Nachfolger des Oberst Karl Gottfried von Görne. 1786 beförderte ihn Friedrich II. mit Patent zum 25. Mai 1784 zum Generalmajor und am 25. Juni 1787 auch zum Direktor des 7. Departements des Oberkriegskollegs (Invalidenkasse). Am 17. August 1790 wurde er Generalleutnant, dazu 1796 Direktor des 3. Departements und 1798 mit Patent vom 25. Mai 1798 erhielt er auch die Beförderung zum General der Infanterie, dazu den Großen Roten Adlerorden.

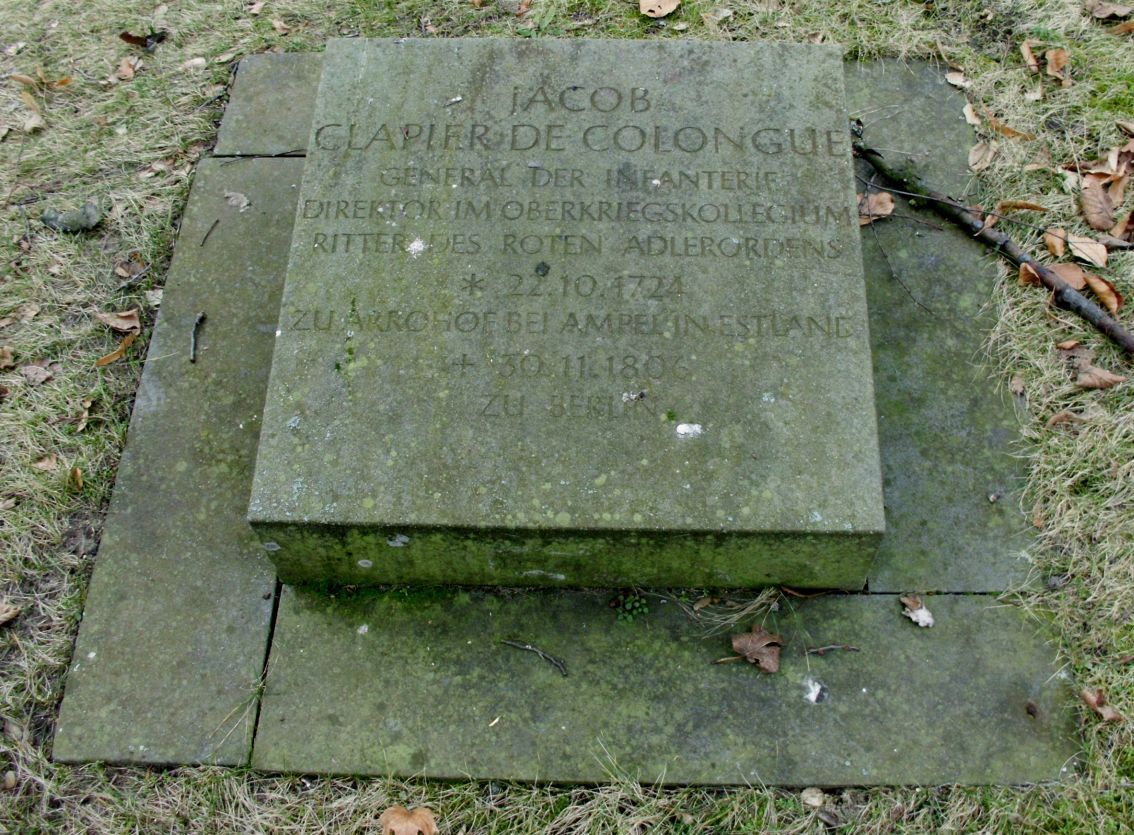
Grabstein des Generals Jakob Clapier de Colongue auf dem Invalidenfriedhof in Berlin

Colong starb am 30. November 1806 unverheiratet und wurde auf dem Invalidenfriedhof beigesetzt.